# Diplycosia ciliolata
Diplycosia ciliolata är en ljungväxtart som beskrevs av Joseph Dalton Hooker. Diplycosia ciliolata ingår i släktet Diplycosia och familjen ljungväxter. Inga underarter finns listade i Catalogue of Life.